# 박창익 (탁구 선수)
박창익(朴昌益)은 대한민국의 남자 탁구 선수였으며, 단양군청 탁구단의 감독이다. 1986년 한국 서울 아시안게임에서 단체 금메달을 획득하였다.